# Brunei tại Thế vận hội
Brunei lần đầu tham gia Thế vận hội năm 1988, với một quan chức duy nhất và không có vận động viên (VĐV). Brunei quay trở lại sân chơi Olympic tại Thế vận hội Mùa hè 1996 và góp mặt liên tục từ đó đến nay, trừ kỳ năm 2008 do không đăng ký bất kỳ VĐV nào với Ủy ban Olympic Quốc tế. Brunei chưa từng dự Thế vận hội Mùa đông, và chưa từng giành huy chương Olympic.
Tính đến năm 2010, Brunei cùng với Ả Rập Xê Út và Qatar là các nước chưa từng gửi một VĐV nữ nào tới Thế vận hội. Ủy ban Olympic Quốc tế thông báo vào năm 2010 rằng tổ chức này sẽ "ép" những quốc gia này cho phép và tạo điều kiện cho nữ giới tham gia, và không lâu sau đó Ủy ban Olympic Qatar ra thông báo "hy vọng cử đi khoảng bốn VĐV nữ môn bắn súng và đấu kiếm" tới Thế vận hội Mùa hè 2012. Tại kỳ Thế vận hội Trẻ đầu tiên năm 2010, kỳ đại hội yêu cầu các đoàn phải gồm cả nam và nữ, đoàn ba người của Brunei gồm hai nữ (Amanda Jia Xin Liew môn bơi và Maziah Mahusin môn chạy vượt rào).
Vào tháng 3 năm 2012, Brunei thông báo cho Ủy ban Olympic Quốc tế ý định cho Maziah Mahusin thi đấu ở kỳ vận hội tại Luân Đôn. Dù Mahusin khó đạt tiêu chuẩn để dự đại hội, cô có thể được tham gia nhờ vào nguyên tắc phổ quát toàn cầu của Thế vận hội, cụ thể "các Ủy ban Olympic quốc gia có thể gửi đi các VĐV điền kinh và bơi lội chưa đủ tiêu chuẩn nếu các ủy ban này không có các VĐV đạt chuẩn những môn đó."
Ủy ban Olympic quốc gia của Brunei được thành lập năm 1984 và được công nhận bởi Ủy ban Olympic Quốc tế vào cùng năm.

## Bảng huy chương

### Thế vận hội Mùa hè
| Thế vận hội         | VĐV           | Vàng          | Bạc           | Đồng          | Tổng số       | Xếp thứ       |
| Atlanta 1996        | 1             | 0             | 0             | 0             | 0             | –             |
| Sydney 2000         | 2             | 0             | 0             | 0             | 0             | –             |
| Athens 2004         | 1             | 0             | 0             | 0             | 0             | –             |
| Bắc Kinh 2008       | không tham dự | không tham dự | không tham dự | không tham dự | không tham dự | không tham dự |
| Luân Đôn 2012       | 3             | 0             | 0             | 0             | 0             | –             |
| Rio de Janeiro 2016 | 3             | 0             | 0             | 0             | 0             | –             |
| Tokyo 2020          | chưa diễn ra  |               |               |               |               |               |
| Paris 2024          | chưa diễn ra  |               |               |               |               |               |
| Los Angeles 2028    | chưa diễn ra  |               |               |               |               |               |
| Tổng số             | Tổng số       | 0             | 0             | 0             | 0             | –             |